# Арцинути (Венеција)
Арцинути (итал. Arzinutti) је насеље у Италији у округу Венеција, региону Венето.
Према процени из 2011. у насељу је живело 42 становника. Насеље се налази на надморској висини од 1 м.